# Necròpoli del Camí de Can Grau
La necròpoli del Camí de Can Grau o Can Grau o Barri de Valldarió, se situa al terme municipal de la Roca del Vallès, (Vallès Oriental), està inclòsa a l'Inventari del Patrimoni Arqueològic i Paleontològic de Catalunya.
Es troba al vessant est del turó de Cal Jardiner, a 160 metres sobre el nivell del mar. Es tracta d'un paratge que ofereix unes possibilitats òptimes per a l'establiment de grups humans per la seva proximitat a llocs amb una font d'aigua, perquè les terres són aptes per al conreu i això facilita l'establiment d'assentaments de grups ramaders.
En aquest lloc hi ha hagut ocupacions successives, que han fet que quedin reflectits en el registre arqueòlogic una sèrie de restes que van des del Neolític fins a l'actualitat, sense deixar de banda algunes ocupacions esporàdiques. En aquesta cronologia, 4500-3000 cal ANE, l'economia es basava en l'agricultura i la ramaderia. Però a més a més hi hauria una circulació de matèries primeres, tant de llarga com de curta distància, que ens assenyala l'existència d'algun tipus de comerç o intercanvi organitzat.
Pel que fa als materials, en aquests moments és molt uniforme a tot el territori, són ceràmiques llises, la indústria lítica és laminar, hi ha ornaments de diferents matèries primeres, i són molt típiques les espàtules i els punxons d'os.
Pel que es refereix al món funerari, es caracteritzava per la inhumació en fosses excavades al subsòl, recobertes o no per lloses, i amb un aixovar no gaire ric.

## Descoberta
Les restes de la necròpolis neolítica van ser les últimes que van localitzar. Això passa quan es va fer la prospecció al desembre de 1993 amb el motiu de la construcció de la Ronda Sud de Granollers. Els treballs arqueològics van ser supervisats pel Servei d'Arqueologia del Departament de Cultura de la Generalitat de Catalunya. Es van documentar 8 fosses prehistòriques de diferents períodes, 24 enterraments que pertanyien a la Cultura dels Sepulcres de Fossa del Neolític mitjà recent, 3 sitges, 1 canalització i 1 estructura associada a un hàbitat, totes d'època romana.
Al jaciment de Camí de Can Grau com ja hem dit, es documenta una important necròpolis prehistòrica de sepulcres de fossa del Neolític mitjà recent, una sèrie de fosses atribuïbles al calcolític i a l'Edat de Bronze, i un conjunt d'estructures d'època romana. Els treballs arqueològics que es van portar a terme, han permès aprofundir en aspectes tan importants com el coneixement de l'arquitectura funerària, el ritual d'enterrament i el context socioeconòmic d'aquests grups humans. Nosaltres ens centrarem però a la necròpolis, que cronològicament se situa entre el 4500 i el 3000 cal ANE.

## Cronologia
Les datacions de C14 calibrades d'alguns dels jaciments catalans, han permès situar aquesta necròpolis en un episodi cronològic comprès entre el 4.000 – 3.500 cal ANE (POU, MARTÍ, 1999).
En aquesta cronologia, l'economia es basava en l'agricultura i la ramaderia. Però a més a més hi hauria una circulació de matèries primeres, tant de llarga com de curta distància, que ens assenyala l'existència d'algun tipus de comerç o intercanvi organitzat. Pel que fa als materials, en aquests moments és molt uniforme a tot el territori, són ceràmiques llises, la indústria lítica és laminar, hi ha ornaments de diferents matèries primeres, i són molt típiques les espàtules i els punxons d'os. Pel que es refereix al món funerari, es caracteritzava per la inhumació en fosses excavades al subsòl, recobertes o no per lloses, i amb un aixovar no gaire ric.
Aquesta datació que se'ns dona es correspon perfectament amb el conjunt de materials que es van recuperar a la intervenció.

## Conjunt funerari
La necròpolis neolítica està formada per 24 sepultures excavades al subsòl, que és un tipus de construcció complex, ja que tenen una estructura d'accés i un altre sepulcral. Hi ha una variabilitat en les dimensions d'aquest últim espai, però es veu que depenien de l'edat i les mesures de cada individu, pel que les tombes infantils serien els quals tenen les mides més reduïdes. En aquest jaciment podem parlar de 2 tipus de sepulcres:
- Tipus 4: d'accés quadrangular amb sepulcre rectangular o ovalat desplaçat del centre cap a un extrem de l'estructura i retallant o no un absis al seu extrem distal. També en aquest cas l'excavació del sepulcre a l'interior del pou forma banquetes, però no en tot el seu perímetre, sinó només en els dos laterals i a l'extrem oposat a l'absis. En aquest tipus de tombes, els inhumats estaven orientats nord-est sud-oest amb el cap al nord-est. Se situaven amb l'esquena plana a terra amb les extremitats superiors i inferiors flexionades.
- Tipus 5: d'accés en pou amb cambra lateral absidal tangent a aquest. Podem diferenciar dos subtipus segons el nivell de la cambra sepulcral:
- # Tipus 5a: situada al mateix nivell que el pou, però que no es documenta al Camí de Can Grau
- # Tipus 5b: excavada per sota del nivell del pou i que es representa al Camí de Can Grau. Els inhumats estaven orientats nord-oest sud-est amb el cap al sud-est. En tots els casos el cos es disposava totalment estirat amb l'esquena plana a terra ocupant la totalitat del sepulcre. En alguns casos, però, les extremitats tant inferiors com superiors podien trobar-se lleugerament flexionades.

Hi ha constància d'una reutilització dels sepulcres. Pel que fa al tipus 4, la reutilització afectava els primers enterraments perquè quedaven arraconades, i el últim individu dipositat conservava la seva disposició original. Per altra banda, pel que fa al tipus 5b, la reutilització no afectava el primer inhumat. Aquestes afirmacions es coneixen perquè s'han estudiat els rebliments, que ens donen informació de quins van ser els diferents moments de reutilització depenen de si l'argila estava més o menys compactada. Si l'estructura no estava reutilitzada, el rebliment era uniforme. Quant a les violacions, sembla que són més freqüents en el tipus 4. El fet que ens mostra aquestes possibles vulneracions és, principalment, la desconnexió anatòmica de la part alta del cos, al voltant de la qual es dipositava l'aixovar, mentre que es conservaven, en canvi, la pelvis i les extremitats inferiors en connexió.

### Aixovars
Els objectes que acompanyaven els inhumats són: atuells ceràmics, estris lítics, punxons, i espàtules d'os, objectes d'ornament presenten les característiques típiques del que es coneix com a aixovars dels sepulcres en fossa.
La ceràmica està representada per peces de mida mitjana i petita, normalment sense decorar, amb nanses de cinta o sense cap mena de prensió.
La indústria lítica presenta la típica talla laminar i la indústria òssia està representada majoritàriament pels punxons i les espàtules fets a partir de metàpodes d'ovicaprins i costelles de bòvid.
Els objectes d'ornament personal: petxines, ullals i les tan conegudes denes de cal·laïta, també són presents a la necròpolis del Camí de Can Grau.
Malgrat aquestes característiques típiques dels conjunts viàtics, les estructures del Camí de Can Grau presenten una sèrie de característiques que mostren un canvi significatiu en els aixovars de les sepultures complexes.